# 林生蓝刺头
林生蓝刺头（学名：Echinops sylvicola）是菊科蓝刺头属的植物，为中国的特有植物。分布于中国大陆的新疆等地，生长于海拔1,300米至1,500米的地区，多生于山坡林下，目前尚未由人工引种栽培。